# جنس (قرية)
جِـنِـس قرية تقع في منطقة السكوت بين قريتي عطب جنوباً وكوشة شمالاً ويحدها النيل من الغرب وصحراء العتمور (صحراء النوبة) من الشرق أقصى امتداد لها من الشمال إلى الجنوب 7.5 كلم ومن الغرب إلى الشرق نصف (0.5) كلم.

## أقرب المدن
أقرب مدينة لجنس هي مدينة عبري جنوب القرية بـ 10كلم، ومدينة وادي حلفا شمال القرية بـ 138 كلم.

## النشاط السكاني
كل سكان القرية مسلمون. ويوجد بها 300 منزلاً أغلبها مهجور، ومتوسط الأفراد ثلاثة إلى خمسة أشخاص في المنزل الواحد.
الزراعة
بسبب قربها من النيل يزرع معظم السكان القمح والفول المصري والتركي والخضروات وبعض الفواكه.
الرعي
يرعى الكثير من سكان القرية في جروف النيل والوديان القريبة، ومن الحيوانات التي ترعى الضأن، والماعز، والقليل يرعى الإبل.
التجارة
توجد شريحة صغيرة من السكان تتاجر في سوق مدينة عبري القريب من القرية وذلك أيام السبت والإثنين والخميس. كغيرها من القرى المجاورة.
الهجرة
هاجر الكثير من سكان القرية إلى المدن القريبة والعاصمة - الخرطوم - ودول أخرى في المهجر رجاء الرزق.